# Министерство национальной обороны Чили
Министерство национальной обороны Чили отвечает за "сохранение независимости и суверенитета" Чили. Оно также ответственно за осуществление планирования, управления, координации, выполнения, контроля и информирования оборонной политики, разработанной президентом Чили. Министр контролирует все чилийские вооруженные силы.

## История
- Военный секретариат (1814)
- Секретариат войны и флота (1818-1831)
- Военное министерство и флота (1831-1924)
- Министерство военно-морского флота (1924-1932)
- Министерство национальной обороны - (1932)
- Военное министерство и министерство авиации и военно-морского флота (1932)
- Министерство национальной обороны (1932 - настоящее время)

- Официальный сайт  (исп.)